# Otis Skinner
Otis Skinner, nato Otis A. Skinner (Cambridge, 28 giugno 1858 – New York, 4 gennaio 1942), è stato un attore statunitense.
Popolare attore teatrale, fu attivo alla fine dell'Ottocento e nei primi anni del Novecento.

## Biografia
Otis A. Skinner nacque nel Massachusetts, a Cambridge. Era uno dei tre figli di Cornelia e Charles Skinner, un pastore che si trasferì con la famiglia a Hartford, nel Connecticut. Il fratello maggiore, Charles Montgomery Skinner (1852-1907), sarebbe diventato in seguito un noto scrittore e giornalista mentre William, il più giovane, un artista.
Otis Skinner studiò a Hartford: gli studi cui era stato destinato erano a indirizzo commerciale, ma quella, si capì molto presto, sarebbe stata una carriera che il giovane Otis non avrebbe mai intrapreso. Affascinato dal mondo teatrale, scelse infatti di fare l'attore. In famiglia, non solo ottenne la benedizione di suo padre, ma Charles Skinner si adoperò anche per procurare al figlio una raccomandazione di P. T. Barnum per William Pleater Davidge.
Davidge lo assunse a otto dollari la settimana: nella seconda metà degli anni settanta dell'Ottocento, Skinner lavorò in piccoli ruoli per diverse compagnie teatrali, anche accanto a stelle del palcoscenico come John Edward McCullough. Mise insieme il suo repertorio negli anni in cui recitò a New York e a Boston, inclusi tre anni con Lawrence Barrett.

### Carriera teatrale
A metà degli anni ottanta, Skinner entrò per la prima volta nella compagnia di Augustin Daly. Nel 1889, in quella di Edwin Booth e di Helena Modjeska. A Londra, ricoprì il ruolo di Romeo a fianco di Margaret Mather con la quale recitò per due anni.
Dopo la morte di Booth, Skinner ritornò a lavorare con Modjeska. A metà del 1890, l'attore era diventato una star di prima grandezza. Interprete di rilievo e produttore, eccelleva in ruoli che spaziavano da Shakespeare a quelli di testi più moderni.
Il suo cavallo di battaglia diventò Kismet, una commedia di grande successo dove lui interpretava Hajj, mendicante furbo e un po' mascalzone che prendeva per il naso un potente e corrotto gran vizir. Skinner recitò Kismet per vent'anni e fu protagonista anche di due delle versioni cinematografiche della storia.
Skinner fu anche uno scrittore di successo: due dei suoi libri furono Footlights and Spotlights e Mad Folk of the Theatre.

## Vita privata
Skinner si sposò con l'attrice Maud Durbin (1870 - 25 dicembre 1936). La loro figlia Cornelia Otis Skinner (1901-1979), anche lei attrice, divenne una nota scrittrice. L'autobiografia di Cornelia, Our Hearts Were Young and Gay, venne adattata per lo schermo. Nel film, Otis Skinner venne interpretato da Charlie Ruggles, sua moglie Maud da Dorothy Gish.
Otis Skinner morì nella sua casa di New York il 4 gennaio 1942, circa un mese dopo essersi ammalato durante uno spettacolo di beneficenza. La sua ultima apparizione sulle scene era stata nel 1935 in Seven Keys to Baldpate di George M. Cohan. Sua moglie, Maud Durbin, con cui era stato sposato per oltre quarant'anni, era morta il giorno di Natale del 1936.
Skinner venne sepolto al River Street Cemetery di Woodstock, nel Vermont.

## Spettacoli teatrali
- Prince Otto
- The Land of Heart's Desire / In a Balcony
- The Land of Heart's Desire / In a Balcony
- Francesca da Rimini
- The Taming of the Shrew
- The Harvester
- The Duel
- The Honor of the Family
- Your Humble Servant
- Sire
- Kismet (Broadway, 25 dicembre 1911)
- The Silent Voice
- Cock o' the Walk
- Mister Antonio
- Humpty Dumpty
- The Honor of the Family
- Pietro
- Blood and Sand
- Sancho Panza
- King Henry IV, Part I
- The Honor of the Family
- The Merry Wives of Windsor
- A Hundred Years Old
- Troilus and Cressida
- Uncle Tom's Cabin, di G. L. Aiken (Broadway, 29 maggio 1933)

## Filmografia
La filmografia è completa. Quando manca il nome del regista, questo non viene riportato nei titoli

### Attore
- Tom's Little Star, regia di George Terwilliger (1919)
- Kismet, regia di Louis J. Gasnier (1920)
- An Intimate Dinner in Celebration of Warner Bros. Silver Jubilee, regia di John G. Adolfi (1930)
- Il mendicante di Bagdad (Kismet), regia di John Francis Dillon (1930)

### Film o documentari dove appare Otis Skinner
- Starland Review No. 1 (1922)
- Paramount Headliner: Broadway Highlights No. 1, regia di Fred Waller (1935)

### Film su Otis Skinner
- Our Hearts Were Young and Gay, regia di Lewis Allen - Skinner è interpretato da Charles Ruggles (1944)
- Our Hearts Were Young and Gay (episodio tv della serie Robert Montgomery Presents), regia di Perry Lafferty - Skinner è interpretato da John Griggs (1954)